# Dick Parry
Dick Parry (né le 22 décembre 1942 à Kentford à Suffolk en Angleterre) est un saxophoniste britannique. Il est principalement connu pour ses solos dans les chansons Money, Us and Them, Shine On You Crazy Diamond et Wearing the Inside Out de Pink Floyd.

## Carrière musicale
Il a commencé sa carrière musicale en 1964 dans le groupe The Ramblers qui, après plusieurs changements de nom, devinrent Joker's Wild avec lequel David Gilmour était guitariste et chanteur, jusqu'à ce qu'il ne quitte le groupe pour devenir musicien de studio en 1966. Gilmour l'a ensuite invité à jouer sur deux albums studio de Pink Floyd, The Dark Side of the Moon (Money et Us And Them) en 1973 et Wish You Were Here (Shine On You Crazy Diamond Part V) en 1975. Puis dans toutes les tournées de Pink Floyd comprises entre 1973 et 1975. Par la suite, il est revenu jouer avec le groupe sur leur album Division Bell (Wearing The Inside Out) en 1994 ainsi que sur la tournée Pulse l'année suivante. Finalement, il a fait une toute dernière apparition avec le groupe pour son ultime performance au Live 8 en 2005 où il a joué du saxophone sur Money. Il joua aussi avec David Gilmour en solo, on peut d'ailleurs le retrouver sur les DVD David Gilmour in Concert en 2002, Remember That Night en 2007 et Live in Gdańsk en 2008.
Hormis ses participations aux prestations de Pink Floyd et de Gilmour, Parry a aussi participé à la tournée de 1979-1980 du groupe The Who ainsi qu'à celle de Violent Femmes en 2006.

## Discographie
- 1970 : J. J. Jackson's Dilemma - J. J. Jackson
- 1971 : Quiver - Quiver
- 1971 : Bring it back home - Mike Vernon avec Rory Gallagher & Pete Wingfield
- 1972 : Let's Make Up and Be Friendly - Bonzo Dog Doo-Dah Band
- 1972 : Transatlantic - Jimmy Dawkins
- 1972 : Mick the Lad - Mick Grabham (Procol Harum)
- 1972 : London Gumbo - Lightnin' Slim
- 1973 : The Dark Side of the Moon - Pink Floyd (sur Money et Us and Them)
- 1973 : I'm the Worst Partner I Know - Kazimierz Lux
- 1973 : Urban Cowboy - Andy Roberts (sur la chanson Elaine)
- 1975 : Wish You Were Here - Pink Floyd (sur Shine On You Crazy Diamond (Part V))
- 1974 : First of the Big Bands - Paice Ashton Lord - Avec Peter Frampton, Cozy Powell, etc.
- 1974 : Riddle of the Sphinx - Bloodstone
- 1975 : Mad Dog - John Entwistle
- 1975 : Live 1971-1975 - Les Humphries Singers
- 1975 : Love is a Five Letter Word - Jimmy Witherspoon
- 1975 : Fingertips - Duster Bennett
- 1982 : Jinx - Rory Gallagher
- 1993 : BBC Radio One live in concert - Paice Ashton Lord
- 1994 : The Division Bell - Pink Floyd (Wearing the Inside Out)
- 1995 : Pulse - Pink Floyd
- 1998 : Big Men Cry - Banco de Gaia (sur Celestine)
- 2002 : David Gilmour In Concert - David Gilmour - DVD
- 2007 : Remember That Night - David Gilmour - DVD
- 2008 : Live in Gdańsk - David Gilmour - DVD
- 2008 : Duchess - Deborah Bonham
- 2013 : The Many Faces of Pink Floyd - Artistes Variés - Dick saxophone sur Celestine Avec aussi Ian Anderson, Adrian Belew, Keith Emerson, Gary Green, John Wetton, Peter Banks, Steve Howe, Tony Kaye, Rick Wakeman, Chris Squire, Bill Bruford, Alan White etc.